# Илиг
Илиг е каган на Източнотюркския каганат, управлявал през 620 – 630 година.
Той е син на кагана Ями и наследява брат си Чулуо след смъртта му през 620 година. Илиг продължава враждебната политика спрямо империята Тан, но през 630 година претърпява поражение, което слага край на самостоятелността на Източнотюркския каганат.
Илиг умира в китайски плен през лятото на 634 година.